# 有聲書
有聲書是一種個人或多人依據文稿，並藉著不同的聲音表情，和錄音格式所錄製的作品，常見的有聲書格式有錄音帶、CD、數位檔（例如MP3）以及DAISY格式（又稱數位無障礙資訊系統）。有聲書一詞約在1980年代出現，意謂著這是一本用聲音來表達內容的書。
有聲書主要是由有聲書出版社或盲人圖書社團出版。一本有聲書是依靠講者的聲音而存在，講者是聽者和文稿的媒介，講者的聲音具有吸引聽者、使聽者著迷的本質。有聲書的內容可以是朗讀、廣播劇、或是專題報導來呈現。
常见的有聲書除了語言學習，例如汉語、英文、法文等，也有適合兒童的童話、廣播劇故事等。随著時代的演進，數位化製作的有聲書，內容更靈活、更多元，除了一般的笑話、鬼故事、雜誌、小說之外，還有相聲、文學著作、專業的理財商業資訊、名人演講等收錄其中。
在有声读物的销售網站中，網友可以對於有興趣的有聲書先進行免費試聽，再確認是否是想購買的再進行採購程序。而使用者也可以將有聲內容下載到自己的電腦裡，無論是MP3、智慧型手機或是個人數位助理，只要支援微軟的數位版權管理模式，都可以用來聆聽該數位有聲內容。

## 有聲書的型態
有聲書可分為以下六種：
- A. 僅有書名：無架構，讀者無法跳到想要選取的段落。
- B. 含NCC的有聲書：標有瀏覽控制點的架構式有聲書，設有連結如"頁碼"或"章節"，讀者可於連結間切換。
- C. 含NCC及部分文字：除了包含上述的連結點，還包含部份的文字，作為關鍵字的搜尋使用，更方便讀者搜尋與連結。
- D. 含全文字檔的數位有聲書：最複雜、結構最完整的一種有聲書，並提供語音與文字同步的功能。
- E. 含全文字與部份聲音檔：讀者可以瀏覽全文字檔。
- F. 純文字：此種純文字的電子書需要搭配NVDA等螢幕報讀軟體來唸出書籍內容，才能方便視障朋友收聽。

## 外部連結
- 視障數位有聲書資料庫平台 （页面存档备份，存于） - 中华民国行政院文建會
- DAISY聯盟 （页面存档备份，存于）